# Sint-Lambertuskerk (Lieze)

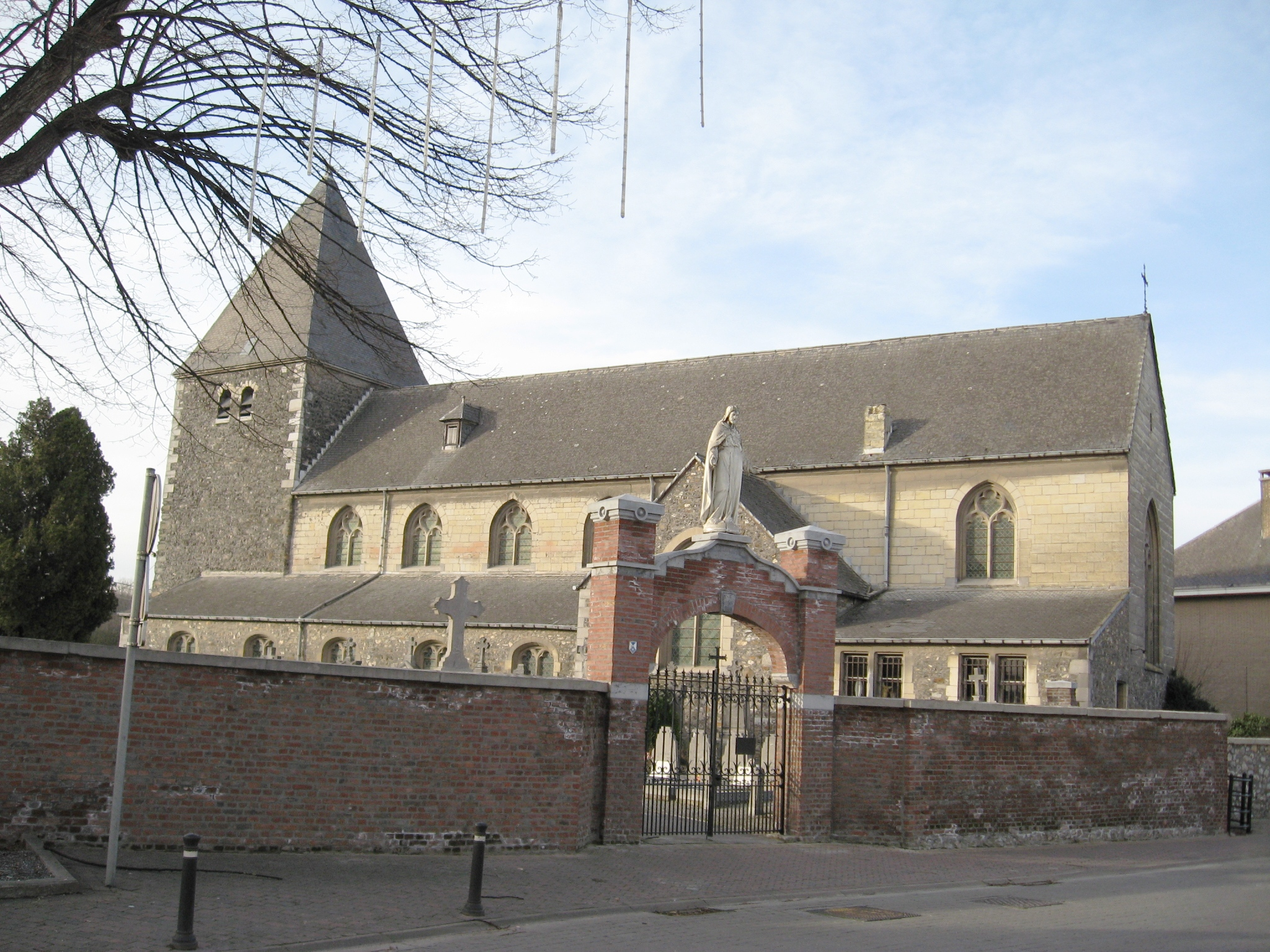
Sint-Lambertuskerk

De Sint-Lambertuskerk (Frans: Église Saint-Lambert) is de parochiekerk van Lieze, gelegen aan Rue de Lixhe n° 13.

## Geschiedenis
Reeds in de 12e eeuw werd de kerk vermeld. De romaanse westtoren is in zandsteen opgetrokken, maar het portaal is van latere tijd. De spits van de toren wordt gevormd door een tentdak.
In 1730 werd het schip in laatgotische stijl gerestaureerd, waarbij tufsteen werd gebruikt, terwijl de lagere zijbeuken in silex werden uitgevoerd.
Op 10 augustus 1914 werd de kerk geteisterd door brand en de verwoeste delen werden hersteld in neogotische stijl door de architecten Emile Deshayes en Francis Wilkin.

## Interieur
De kerk bezit een 13e-eeuws doopvont in kalksteen. Er zijn zerken met wapenschilden van de families De Waha, De Loën, De Gulpen en De Sélys.